# Santiago María García de la Rasilla

Wappen von Santiago García de la Rasilla Domínguez

Santiago María García de la Rasilla Domínguez SJ (* 18. Oktober 1936 in Madrid; † 13. August 2018 in Lima) war ein spanischer Ordensgeistlicher und Apostolischer Vikar von Jaén en Peru o San Francisco Javier in Peru.

## Leben
Santiago Maria García de la Rasilla Dominguez trat im Alter von 17 Jahren in die Gesellschaft Jesu ein. Er studierte Philosophie in Alcalá de Henares und erwarb dort das Lizenziat. Das Studium der Theologie absolvierte er in Granada. Von 1976 bis 1977 besuchte er das Institut Paul VI. der Päpstlichen Universität Salamanca.
Am 14. Juli 1967 wurde er in Madrid zum Priester geweiht und sofort danach nach Peru entsandt. Am 15. August 1973 legte er die ewigen Gelübde ab und hatte als Priester folgende Ämter inne: Spiritual und Lehrer am Kolleg „St. Ignatius“, Geistlicher Begleiter der „Cursillos“ und des „Movimiento Familiar Cristiano“ (1972–1976); Pfarrer der Pfarrei „San Pedro“ und Mitglied des Konsultoren- und Presbyteralrates der Diözese Tacna, und geistlicher Begleiter derselben Bewegungen (1977–1998). Mitglied der Fördergruppe der Gemeinschaft „Bewegung für ein besseres Leben“ (1998–2005); Oberer des Provinzhauses „San Francisco de Borja“ in Lima (2002–2004); seit 2004 Oberer des Hauses „San Pedro“ in Lima.
Er wurde am 11. November 2005 von Papst Benedikt XVI. zum Titularbischof von Voncaria und zum Apostolischen Vikar von Jaén en Peru o San Francisco Javier ernannt. Die Bischofsweihe spendete ihm der Erzbischof von Piura, Oscar Rolando Cantuarias Pastor, am 13. Januar des folgenden Jahres. Mitkonsekratoren waren der Apostolische Nuntius in Peru, Erzbischof Rino Passigato, und sein Amtsvorgänger, der Erzbischof von Huancayo, Pedro Ricardo Barreto Jimeno SJ. Als Bischof förderte er die Mitwirkung der Laien in der Verkündigung und in der Seelsorge.
Papst Franziskus nahm am 11. Juni 2014 seinen altersbedingten Rücktritt an.
Santiago María García de la Rasilla Domínguez starb am 13. August 2018 in Lima.